# Рамбехешт
Рамбехешт — представительница рода Базрангидов; по одной из версий жена Сасана.
Рамбехешт происходила из рода Базрангидов, правящих, по замечанию М. М. Дьяконова, вероятно, с начала II века одним из мелких царств в Парсе с резиденцией в Стахре. Это княжество находилось в вассальной зависимости от Парфии. По свидетельству средневекового исламского историка Ат-Табари, Рамбехешт, которая была «красивой и видной женщиной», выдали замуж за Сасана, и у них родился сын Папак. По замечанию У. Смита, брак Рамбехешт с Сасаном «заложил основу величия его дома». Американский иранист Р. Фрай назвал супругу Сасана дочерью Гочихра. В то же время в надписи шахиншаха государства Сасанидов Шапура I в Накше-Рустам матерью Папака именуется Денак (без какой-либо привязки к Сасану).